# Дългоклюна кукувица
Дългоклюната кукувица (Chrysococcyx megarhynchus) е вид птица от семейство Кукувицови (Cuculidae).

## Разпространение и местообитание
Видът е разпространен в субтропичните и тропически влажни равнинни гори на островите Ару и Нова Гвинея.